# 경해여자중학교
경해여자중학교(耕海女子中學校)는 대한민국 경상남도 진주시 평거동에 있는 사립 중학교이다.

## 학교 연혁
- 1964년 1월 21일 : 학교법인 선명학원 선명여자중학교 9학급 설립인가
- 1965년 3월 5일 : 강명찬 초대 교장 취임
- 1965년 10월 11일 : 윤일선 이사장 취임
- 1983년 3월 1일 : 신입생 10학급 배정(완성학급 30학급)
- 1995년 2월 3일 : 평거동 현 위치로 학교이전
- 1998년 3월 1일 : 경해여자중학교로 교명 변경
- 2007년 5월 1일 : 학교법인 경해학원 명칭 변경 인가
- 2014년 9월 1일 : 강경종 이사장 취임
- 2022년 1월 10일 : 제56회 졸업식 거행(256명 졸업)
- 2022년 9월 1일 : 성홍기 제16대 교장 취임

## 참고 자료
- 경해여자중학교 - 한국교육학술정보원 학교알리미